# Broeders (Nederlandse film uit 2011)
Broeders (Engelse titel Brother's Keeper) is een Nederlandse korte film uit 2011, geproduceerd door Kemna & Zonen en filmproductiemaatschappij ALP in het kader van Kort!. Het scenario is geschreven door Jelle Leeksma. De film ging in première op het Nederlands Film Festival in Utrecht en werd geselecteerd voor de Gouden Kalf-competitie.

## Verhaal
Amsterdam, oudejaarsavond. Ambulancebroeders Mimo en Frits zijn onderweg naar een ernstig geweldsdelict in een avondwinkel. Wanneer ze aankomen op de plaats van bestemming worden ze geconfronteerd met bewoners van de betreffende achterbuurt en slaat de sfeer direct om. Oorzaak en gevolg nemen een plotselinge wending, wanneer de hulpverleners slachtoffers dreigen te worden.
De korte film speelt in op de actuele problematiek rondom geweld tegen hulpverleners.

## Rolverdeling
- Mohammed Chaara - Mimo
- Hugo Maerten - Frits
- Aus Greidanus jr. - Sieger jr.
- Fred Goessens - Sieger sr.
- Mamoun Elyounoussi - Hakim
- Achmed el Jennouni - Ahmed